# Alec Hannan
Alexander Irvine „Alec“ Hannan (* 13. Februar 1916 in Glasgow, Vereinigtes Königreich; † 31. März 2002) war ein südafrikanischer Boxer.

## Werdegang
Alec Hannan nahm an den Olympischen Sommerspielen 1936 in Berlin teil. Im Bantamgewichtsturnier unterlag er im Viertelfinale Fidel Ortíz aus Mexiko.